# Puchar Narodów Afryki 2025 (kwalifikacje)/Grupa D
Grupa D jest jedną z dwunastu grup eliminacji do turnieju o Puchar Narodów Afryki 2025. Składa się z czterech wymienionych niżej reprezentacji:
- Nigeria
- Benin
- Libia
- Rwanda

## Tabela
| Lp. | Drużyna     | M | Z | R | P | B+ | B- | +/– | Pkt | Kwalifikacja      |
| --- | ----------- | - | - | - | - | -- | -- | --- | --- | ----------------- |
| 1   | Nigeria (A) | 6 | 3 | 2 | 1 | 9  | 3  | +6  | 11  | Awans na PNA 2025 |
| 2   | Benin (A)   | 6 | 2 | 2 | 2 | 7  | 7  | 0   | 8   | Awans na PNA 2025 |
| 3   | Rwanda (E)  | 6 | 2 | 2 | 2 | 6  | 9  | −3  | 8   |                   |
| 4   | Libia (E)   | 6 | 1 | 2 | 3 | 2  | 5  | −3  | 5   |                   |

|         | Nigeria | Benin | Libia | Rwanda |
| ------- | ------- | ----- | ----- | ------ |
| Nigeria | X       | 3:0   | 1:0   | 1:2    |
| Benin   | 1:1     | X     | 2:1   | 3:0    |
| Libia   | 0:3     | 0:0   | X     | 1:1    |
| Rwanda  | 0:0     | 2:1   | 0:1   | X      |

## Mecze

### Kolejka 1
| 4 września 2024 18:00 CEST | Libia · Al-Dhawi 16' | 1:1(1:0)Raport | Rwanda · 47' Nshuti | Stadion 11 Czerwca, Trypolis Widzów: Imtehaz Heeralall |
|                            |                      |                |                     |                                                        |

| 7 września 2024 18:00 CEST | Nigeria · Lookman 45+2', 83' · Osimhen 78' | 3:0(1:0)Raport | Benin | Godswill Akpabio International Stadium, Uyo Sędzia: Alamin Alhadi Mohamed |
|                            |                                            |                |       |                                                                           |

### Kolejka 2
| 10 września 2024 15:00 CEST | Rwanda | 0:0(0:0)Raport | Nigeria | Stade Amahoro, Kigali Sędzia: Karim Sabry |
|                             |        |                |         |                                           |

| 10 września 2024 21:00 CEST | Benin · Mounié 50' · Olaitan 62' | 2:1(0:1)Raport | Libia · 9' (k.) Al Badri | Stade Félix Houphouët-Boigny, Abidżan (Wybrzeże Kości Słoniowej) Sędzia: Abdel Aziz Bouh |
|                             |                                  |                |                          |                                                                                          |

### Kolejka 3
| 11 października 2024 18:00 CEST | Benin · Mounié 7' · A. Hountondji 67' · Imourane 70' | 3:0(1:0)Raport | Rwanda | Stade Félix Houphouët-Boigny, Abidżan (Wybrzeże Kości Słoniowej) Sędzia: Lyes Bekouassa |
|                                 |                                                      |                |        |                                                                                         |

| 11 października 2024 18:00 CEST | Nigeria · Dele-Bashiru 86' | 1:0(0:0)Raport | Libia | Godswill Akpabio International Stadium, Uyo Sędzia: Godfrey Nkhakananga |
|                                 |                            |                |       |                                                                         |

### Kolejka 4
| 15 października 2024 18:00 CEST | Rwanda · Nshuti 70' · Bizimana 75' (k) | 2:1(0:1)Raport | Benin · 42' A. Hountondji | Stade Amahoro, Kigali Sędzia: Andofetra Rakotojaona |
|                                 |                                        |                |                           |                                                     |

| 15 października 2024 21:00 CEST | Libia | 0:3 wo. | Nigeria | Stadion Męczenników Lutego, Bengazi |
|                                 |       |         |         |                                     |

### Kolejka 5
| 14 listopada 2024 17:00 CET | Rwanda | 0:1(0:0)Raport | Libia · 84' Al-Mesmari | Stade Amahoro, Kigali Sędzia: Celso Alvação |
|                             |        |                |                        |                                             |

| 14 listopada 2024 20:00 CET | Benin · Tijani 16' | 1:1(1:0)Raport | Nigeria · 81' Osimhen | Stade Félix Houphouët-Boigny, Abidżan (Wybrzeże Kości Słoniowej) Widzów: 5 600 Sędzia: Issa Sy |
|                             |                    |                |                       |                                                                                                |

### Kolejka 6
| 18 listopada 2024 17:00 CET | Libia | 0:0(0:0)Raport | Benin | Stadion 11 Czerwca, Trypolis Sędzia: Patrice Milazar |
|                             |       |                |       |                                                      |

| 18 listopada 2024 17:00 CET | Nigeria · Chukwueze 59' | 1:2(0:0)Raport | Rwanda · 72' Mutsinzi · 75' Nshuti | Godswill Akpabio International Stadium, Uyo Sędzia: Samir Guezzaz |
|                             |                         |                |                                    |                                                                   |

## Strzelcy

### 3 gole
- Innocent Nshuti

### 2 gole
- Andréas Hountondji
- Steve Mounié
- Victor Osimhen
- Ademola Lookman

### 1 gol
- Hassane Imourane
- Junior Olaitan
- Mohamed Tijani
- Faisal Saleh Al Badri
- Subhi Al-Dhawi
- Fahd Al-Mesmari
- Samuel Chukwueze
- Fisayo Dele-Bashiru
- Djihad Bizimana
- Ange Mutsinzi